# Karl Borschke

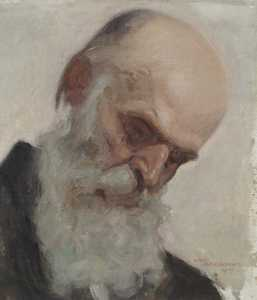
Porträt eines alten Mannes

Karl Borschke (* 11. Juni 1886 in Wien; † 14. Juli 1941 ebenda) war ein österreichischer Maler und Illustrator.

## Leben
Nach drei Jahren Ausbildung in der Malschule Strehblow studierte Borschke von 1904 bis 1911 an der Akademie der Bildenden Künste Wien bei Christian Griepenkerl, Siegmund L’Allemand und Rudolf Bacher. Danach unternahm er eine fünfmonatige  Studienreise nach Italien. Er war ab dem 1. April 1931 Mitglied des Wiener Künstlerhauses.
Er schuf postimpressionistische Porträts, wie das Porträt des alten Mannes von 1911 sowie historische Illustrationen und mythologische Gemälde. Er verfasste auch Bücher.

## Auszeichnungen
Er wurde auf den Ausstellungen des Wiener Künstlerhauses ausgezeichnet:
- 1919: für seine Werke „Bubi“ (Bleistiftzeichnung), „Brüder und Schwestern“ (Öl), „Herta“ (Zeichnung),  „Hansi“ (Bleistiftzeichnung);
- 1920: „In der Höhe“ (Öl);
- 1934: Porträt des Malers J. W. und „Christus am Ölberg“.

Er erhielt auch Preise:
- 1931: Preis der Stadt Wien.
- 1934: Preis der Jubiläums des Wiener Künstlerhauses.
- 1936: Preis der Waldvogel-Stiftung.

## Werke
- Karl Borschke: Romantische Märchen : Verlag Artur Wolf, Wien 1923